# E-girl en e-boy

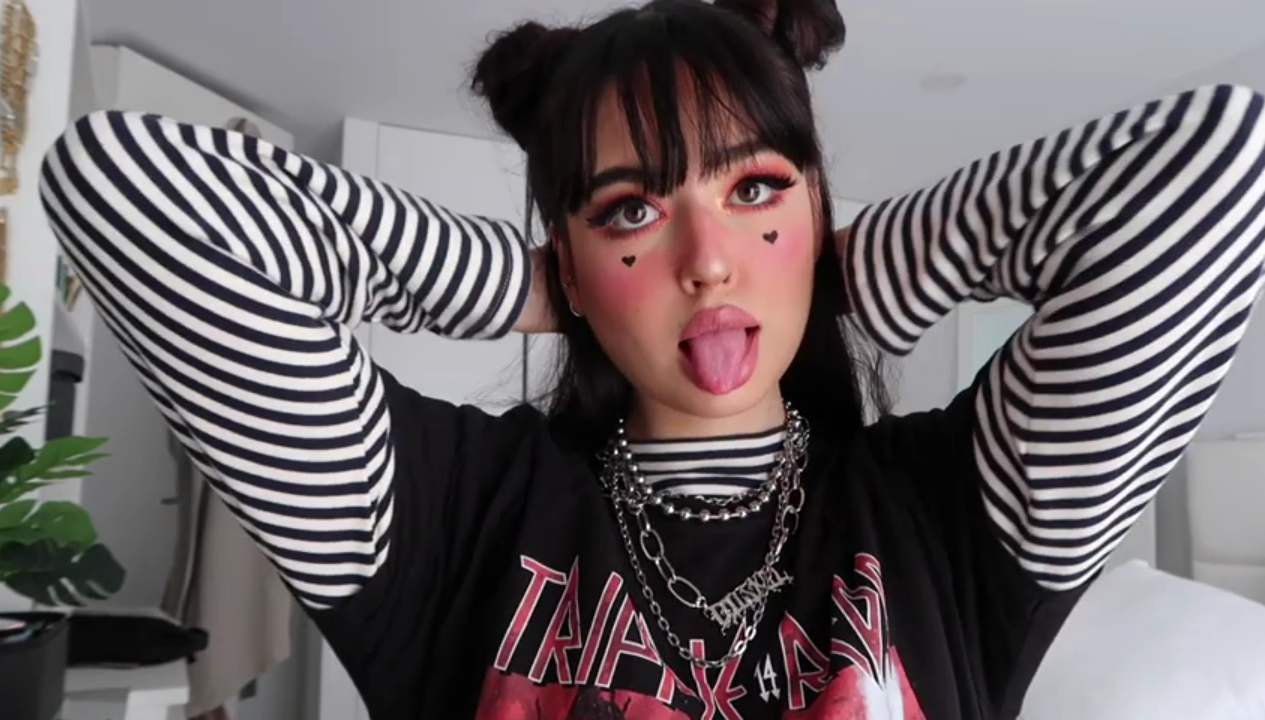
E-girl

Een e-girl of e-boy, samen vaak e-kids genoemd, is een fenomeen dat is ontstaan eind jaren 2010. Het is afkomstig uit de internet- en gamingcultuur en is specifiek voor Generatie Z. De jeugdcultuur is vooral zichtbaar op sociale mediaplatforms zoals TikTok, Instagram en Twitch.
E-girls zijn herkenbaar aan hun specifieke mode- en schoonheidsstijl, die vaak elementen bevat zoals fel gekleurd haar, zware eyeliner, schattige haaraccessoires en kleding die geïnspireerd is door een combinatie van goth, punk en anime-cultuur. E-boys hebben als uiterlijk meer een zogeheten 'soft boy'-imago en zijn qua kleding geïnspireerd door de skatecultuur.
Een populaire gezichtsuitdrukking die e-kids maken staat bekend als ahegao, een Japanse term voor personages in de pornografie. Typische kenmerken zijn rollende ogen, uitgestoken tong en een orgastisch gezicht.

## Geschiedenis en oorsprong
De termen e-girl en e-boy zijn afkomstig van het Engelse electronic, wat vooral wordt geassocieerd met het internet.
De term "e-girl" verscheen voor het eerst in de late jaren 2000 en begin jaren 2010, voornamelijk binnen de gaming gemeenschap. Oorspronkelijk was het een pejoratieve term die werd gebruikt om meisjes te beschrijven die online aandacht zochten, vaak van mannelijke gamers, door middel van hun uiterlijk en gedrag. Deze vroege versie van de e-girl was vaak het onderwerp van spot en kritiek, omdat ze werden gezien als niet-serieus over gaming en enkel aanwezig voor mannelijke aandacht.
Gedurende de jaren 2010 evolueerde de perceptie en betekenis van de term aanzienlijk. Met de opkomst van platforms zoals Instagram en later TikTok, begonnen meer meisjes en vrouwen hun online aanwezigheid te omarmen en de term "e-girl" opnieuw toe te eigenen. Ze gebruikten de term om hun unieke stijl en identiteit te uiten, vaak met trots en zonder de negatieve connotaties die het oorspronkelijk had.
Eind jaren 2010 begonnen e-boys zich los van de oorspronkelijke vrouwelijke cultuur te ontwikkelen. Jongens verwerkten elementen van emo, goth, k-pop en skatecultuur. E-boys gebruiken een 'zachte jongensesthetiek' door zichzelf af te schilderen als gevoelig en kwetsbaar, en meer vrouwelijke eigenschappen tonen zoals het dragen van make-up en het scheren van gezichtshaar.

## Stijlkenmerken

### Mode en kleding
De mode van e-girls is een mengeling van verschillende subculturen en stijlen. Elementen van goth, punk, en anime zijn prominent aanwezig, evenals invloeden van streetwear en popcultuur.
- Kleding: E-girls dragen vaak oversized T-shirts, crop tops, visnetkousen, minirokken en baggy broeken. Accessoires zoals kettingen, chokers, en platformschoenen zijn ook populair.
- Kleuren: Zwart is een basiskleur, vaak gecombineerd met felgekleurde accenten zoals neonroze, groen, of blauw.

### Schoonheid en make-up
E-girls staan bekend om hun opvallende make-up en haardracht.
- Make-up: Zware eyeliner, winged eyeliner, hartjes of andere symbolen onder de ogen getekend met eyeliner, en felle oogschaduw zijn kenmerkend. Lippen zijn vaak in donkere tinten gekleurd of met een ombre-effect.
- Haar: Fel gekleurd haar, vaak in pastelkleuren of zwart, soms met opvallende highlights of volledige verven. Dubbele knotjes en haaraccessoires zoals clips en strikjes zijn ook populair.

## Sociale media
TikTok heeft een cruciale rol gespeeld in de opkomst en populariteit van de e-girlcultuur. Het platform biedt een ideale omgeving voor het delen van korte video's waarin gebruikers hun stijl, make-up routines en persoonlijkheid kunnen tonen.
Veel e-girls zijn bekend geworden door deel te nemen aan virale trends en uitdagingen op TikTok. Hun video's bevatten vaak dansjes, lip-syncs en make-up tutorials.
Instagram is een ander belangrijk platform voor e-girls. Het biedt een ruimte waar ze zorgvuldig geselecteerde foto's van hun outfits, make-up en dagelijkse leven kunnen delen. E-girls besteden veel aandacht aan de esthetiek van hun Instagram-feeds, met consistente kleurenschema's en filters om hun visuele presentatie te verbeteren.

## Invloeden en inspiraties

### Anime en manga
Anime en manga hebben een grote invloed op de e-girl esthetiek. Veel e-girls halen inspiratie uit de kleurrijke en excentrieke stijlen van populaire animepersonages. Deze personages met opvallende stijlen dienen vaak als mode-inspiratie voor e-girls. Dit kan variëren van specifieke kostuums tot algemene stijlelementen zoals felgekleurde pruiken en accessoires. Naast mode halen e-girls ook inspiratie uit de verhalen en thema's van anime en manga, wat vaak te zien is in hun online persona's en inhoud.
K-pop en de bredere Koreaanse schoonheidsindustrie hebben ook een aanzienlijke invloed op de e-girl stijl. K-pop idolen staan bekend om hun gedurfde modekeuzes en experimentele kapsels, wat veel e-girls inspireert. Koreaanse schoonheidsproducten, zoals huidverzorging en make-up, worden vaak gebruikt en gepromoot door e-girls vanwege hun kwaliteit en innovativiteit.
E-girls zijn nauw verbonden met internetcultuur en memes. Hun stijlen en uitdrukkingen worden vaak geparodieerd en verspreid via memes, wat bijdraagt aan de bekendheid en evolutie van de cultuur. Memes spelen een belangrijke rol in het verspreiden van de e-girl esthetiek en het versterken van hun aanwezigheid in de popcultuur.

## Socioculturele aspecten
Voor veel e-girls gaat hun stijl en online aanwezigheid over meer dan alleen uiterlijk; het is een vorm van zelfexpressie en een manier om hun identiteit te verkennen en te communiceren. Het mixen en matchen van verschillende stijlen en trends stelt e-girls in staat om hun creativiteit uit te drukken.
De populariteit van e-girls heeft ook een economische impact gehad, met een toename van de vraag naar bepaalde mode- en schoonheidsproducten. Veel e-girls zijn uitgegroeid tot influencers die samenwerken met merken om producten te promoten. De stijgende vraag naar kleding, make-up en accessoires die geassocieerd worden met de e-girl stijl heeft geleid tot nieuwe trends in de detailhandel.
Ondanks de positieve aspecten van de e-girlcultuur, is er ook kritiek en controverse. E-girls worden soms geconfronteerd met negatieve stereotypen en vooroordelen, waaronder beschuldigingen van aandachtzoekend gedrag of oppervlakkigheid.

## Bekende e-kids
Enkele bekende e-kids zijn:
E-girls
- Belle Delphine
- Billie Eilish
- Doja Cat
- Grimes
- Pokimane
- SSSniperWolf

E-boys
- Bryce Hall
- Chase Hudson
- Josh Richards
- Lil Peep
- Timothée Chalamet
- Yung Lean
- Yungblud